# 富田珠里
富田 珠里（とみた しゅり、1980年10月9日 - ）は日本のピアニスト。香川県高松市出身。現在は、ドイツデュッセルドルフ在住。

## 略歴
桐朋女子高等学校音楽科卒業後、2009年エッセン音楽大学（フォルクヴァング芸術大学）首席で修了、2009年より、ケルン音楽大学大学院ソリストコースに在籍。2010年4月より、エッセン音楽大学の講師を努める。
2011年7月11日高松市観光大使として任命される。

## 受賞歴
- 香川ジュニア音楽コンクール金賞
- 全四国音楽コンクール最優秀賞及び毎日支局長賞
- 1997年第51回全日本学生音楽コンクール入賞
- 2007年フォルクヴァンクプライズ 2007特別賞
- 2009年第10回大阪国際音楽コンクール一般部門第2位
- 2010年第2回高松国際ピアノコンクールセミファイナリスト
- 2010年アーヘン室内楽コンクール　第一位
- 2012年香川県文化芸術新人賞

## 師事
- ピアノ：村尾アサ子、古藤幹子、井上直幸、玉置善己、佐藤鈴子、大野眞嗣、ディーナ・ヨッフェ、マイケル・ロール、ヴァシリー・ロバノフ
- 室内楽：ヨンチャン・チョー、アンドレアス・ライナー、ディルク・モンメルツ、御喜美江
- マスターコース：パヴェル・ギリロフ、アンジェイ・ヤシンスキ、ヴィクトル・マカロフ、ドミトリー・バシキーロフ、ピョートル・パレチニ

## 主な出演
- 2008年西部ドイツ放送協会 (WDR）主催の「ショパンの夕べ」に出演。
- 2010年瀬戸フィルハーモニー交響楽団と、ロベルト・シューマンのピアノ協奏曲で共演。
- 2006年よりアコーディオニストの大田智美と共に、室内楽コンサートシリーズを始める。新進気鋭のアーティストや作曲家を迎えて、21世紀の室内楽を探求。
- 2011年ニューヨーク・シンフォニック・アンサンブルと、ショスタコーヴィチのピアノ協奏曲第1番を共演。
- 2011年より、自身のプロデュースによる高松・ピアノプラスを開始。